# Plagioscion squamosissimus
La corvina de río o curbinata (Plagioscion squamosissimus) es una especie de pez de la familia Sciaenidae en el orden de los Perciformes.

## Morfología
Los machos pueden llegar alcanzar los 80 cm de longitud total y 4.500 g de peso.
Tiene una mancha negra cerca de la base de las aletas pectorales.<.

## Alimentación
Los ejemplares inmaduros comen larvas de crustáceos (especialmente de Macrobrachium ), insectos acuáticos y copépodos, mientras que los  adultos se nutren de peces hueso.

## Hábitat
Es un pez de agua dulce clima tropical y bentopelágico.

## Distribución geográfica
Se encuentran en Sudamérica:  cuencas de los ríos  Amazonas, Orinoco,  Paraná,  Paraguay  y  São Francisco, y ríos de las Guayanas.

## Observaciones
Es inofensivo para los humanos.